# Marie Björling
Marie Björling es una deportista sueca que compitió en vela en la modalidad de match race. Ganó seis medallas en el Campeonato Mundial de Match Race Femenino entre los años 2000 y 2009.

## Palmarés internacional
| Campeonato Mundial | Campeonato Mundial               | Campeonato Mundial | Campeonato Mundial |
| Año                | Lugar                            | Medalla            | Clase              |
| ------------------ | -------------------------------- | ------------------ | ------------------ |
| 2000               | San Petersburgo (Estados Unidos) | Medalla de plata   | Match race         |
| 2001               | Lago de Ledro (Italia)           | Medalla de plata   | Match race         |
| 2002               | Calpe (España)                   | Medalla de plata   | Match race         |
| 2003               | Sundsvall (Suecia)               | Medalla de bronce  | Match race         |
| 2006               | Copenhague (Dinamarca)           | Medalla de plata   | Match race         |
| 2009               | Lysekil (Suecia)                 | Medalla de plata   | Match race         |